# Pomen
Pomen (bulgariska: Помен) är ett distrikt i Bulgarien.   Det ligger i kommunen Obsjtina Dve mogili och regionen Ruse, i den centrala delen av landet, 230 km öster om huvudstaden Sofia.
Trakten runt Pomen består till största delen av jordbruksmark. Runt Pomen är det ganska glesbefolkat, med 43 invånare per kvadratkilometer.